# Nowy Barkoczyn (gromada)
Nowy Barkoczyn – dawna gromada, czyli najmniejsza jednostka podziału terytorialnego Polskiej Rzeczypospolitej Ludowej w latach 1954–1972.
Gromady, z gromadzkimi radami narodowymi (GRN) jako organami władzy najniższego stopnia na wsi, funkcjonowały od reformy reorganizującej administrację wiejską przeprowadzonej jesienią 1954 do momentu ich zniesienia z dniem 1 stycznia 1973, tym samym wypierając organizację gminną w latach 1954–1972.
Gromadę Nowy Barkoczyn z siedzibą GRN w Nowym Barkoczynie utworzono – jako jedną z 8759 gromad na obszarze Polski – w powiecie kościerskim w woj. gdańskim na mocy uchwały nr 18/III/54 WRN w Gdańsku z dnia 5 października 1954. W skład jednostki weszły obszary dotychczasowych gromad Nowy Barkoczyn, Stary Barkoczyn i Sobącz oraz południowa część obszaru dotychczasowej gromady Liniewko Kościerskie o powierzchni 391,62,11 ha (granicząca z drogą publiczną prowadzącą z Nowego Barkoczyna do Lubieszyna) ze zniesionej gminy Liniewo, a także miejscowość Lubań z dotychczasowej gromady Lubań oraz miejscowości Będomin i Rekownica z dotychczasowej gromady Rekownica ze zniesionej gminy Nowa Karczma – w tymże powiecie. Dla gromady ustalono 17 członków gromadzkiej rady narodowej.
1 stycznia 1972 gromadę zniesiono, a jej obszar włączono do gromad: Nowa Karczma (miejscowości Będomin, Liniewko Kościerskie, Lubań i Rekownica oraz tereny z obrębu Nowy Barkoczyn o powierzchni 684,09 ha i tereny z obrębu Stary Barkoczyn o powierzchni 165,62 ha), Liniewo (miejscowość Sobącz)  i Wielki Klincz (tereny z obrębu Nowy Barkoczyn o powierzchni 185,65 ha i tereny z obrębu Stary Barkoczyn o powierzchni 577,30 ha) w tymże powiecie.